# 安曇野 (小惑星)
安曇野（あづみの、7851 Azumino）は小惑星帯に位置する小惑星。
埼玉県入間市のアマチュア天文家、佐藤直人により発見された。
長野県の自然景勝地である安曇野にちなんで命名された。